# Asprey
Garrard & Co — британская ювелирная компания, основанная Георгом Уиксом в 1735 году, в Лондоне. В наши дни главный офис компании располагается на Элбмарл-стрит, а американский филиал в Беверли-Хиллс. Товары Asprey также представлены в Токио, Нью-Йорке, Осаке, Дубае, Москве и Гонконге.
С 1998 по 2006 годы компания называлась Asprey & Garrard.

## История
Компания была основана Георгом Уиксом (англ., 1698—1761), который в 1722 году стал членом Лондонской гильдии ювелиров. Изначально она располагалась на Тритнидл-стрит (англ.), однако в 1735 году была перенесена на Пэнтон-стрит, в центр Лондона. К тому времени Уикс уже получил известность благодаря работам в стиле рококо и находился под покровительством принца Фредерика, а позднее и Вильгельма IV. В 1760 году Георг Уикс ушёл на пенсию и двое его подмастерьев, Джон Паркер и Энвард Вэйкелин, выкупили компанию. В 1776 году их сменили Джон Вэйкелин и Вилльям Тэйлор. Однако в 1792 году на место Тэйлора пришёл Роберт Жерард (R. Garrard), а в 1802-м он стал единственным владельцем R., J., & S. Garrard (или Роберт Жерард и братья). Компания находилась во владении семьи Жерард до 1946 года. Новое имя Garrard & Company Ltd зарегистрировано в 1909 году, а в 1911-м магазин переехал на Элбмарл-стрит (англ.), где находится и по сей день.